# Gaize

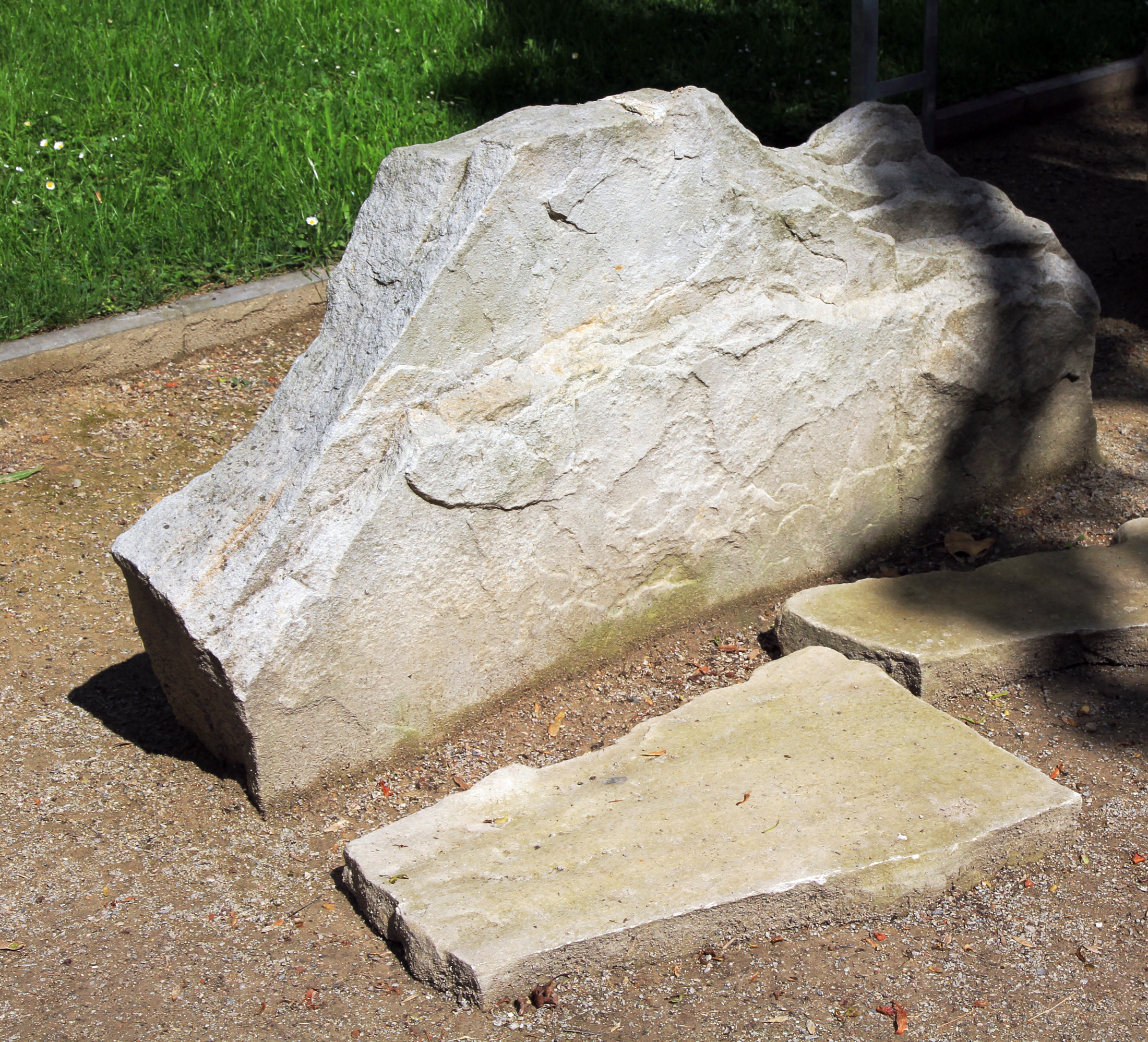
Gaize.

La gaize est une roche d'origine sédimentaire siliceuse, à grain fin, poreuse.
À l'ère secondaire, le Bassin parisien a été envahi par la mer. La gaize est une boue qui s'est déposée dans cette mer, au début du crétacé. Le temps, la température, la pression et les réactions chimiques ont provoqué son durcissement, devenant une roche, qui lorsqu'elle est sèche, est de couleur pâle. Avec l'humidité, par la présence de silicate de fer, elle peut prendre des couleurs vertes ou rouges. Souvent fossilifère, elle peut contenir une fraction carbonatée et argileuse. Les plages silicifiées sont souvent diffuses. La silicification résulte de l'imprégnation de la porosité par de la silice colloïdale, de type opale. La gaize est peu favorable à la culture, mais convient au développement d'une forêt.

## Utilisations
- Pierre de construction[2].
- Construction de parois de fours, dont les fours à poterie (sa composition lui donne des propriétés réfractaires)[2].